# Dobrotoljubie
Die Dobrotoljubie (russisch добротолюбие) ist der russische Titel einer zweibändigen Ausgabe der Philokalie. Starez Paissij Welitschowski (1722–1794) übersetzte sie ins Kirchenslawische. Dieses Werk erschien 1793 in Sankt Petersburg. Eine weitere Übersetzung in modernes Russisch besorgte Theophan Goworow (auch Feofan der Klausner) (1815–1894). Dessen auf 38 Altväter erweiterte fünfbändige Ausgabe erschien 1877 auf dem heiligen Berg Athos. Nachdrucke erfolgten ab 1883 in Moskau; bedeutsam sind vor allem die Bände 1, 2 und 5.